# Кобылка (приток Подчерья)
Кобылка — река в России, протекает по территории Вуктыльского округа в Республике Коми. Устье реки находится в 64 км по левому берегу реки Подчерье. Длина реки составляет 18 км.
Исток реки в 40 км к юго-востоку от города Вуктыл на восточных склонах горы Верхний Кыртаель (507,8 м НУМ). Генеральное направление течения — северо-восток. Всё течение проходит по холмистой ненаселённой тайге предгорий Северного Урала (возвышенность Вуктыл-Парма). Ширина реки на всём протяжении не превышает 10 метров.

## Данные водного реестра
По данным государственного водного реестра России относится к Двинско-Печорскому бассейновому округу, водохозяйственный участок реки — Печора от водомерного поста у посёлка Шердино до впадения реки Уса, речной подбассейн реки — бассейны притоков Печоры до впадения Усы. Речной бассейн реки — Печора.
Код объекта в государственном водном реестре — 03050100212103000061883.